# Fallschirmsprungturm Katowice

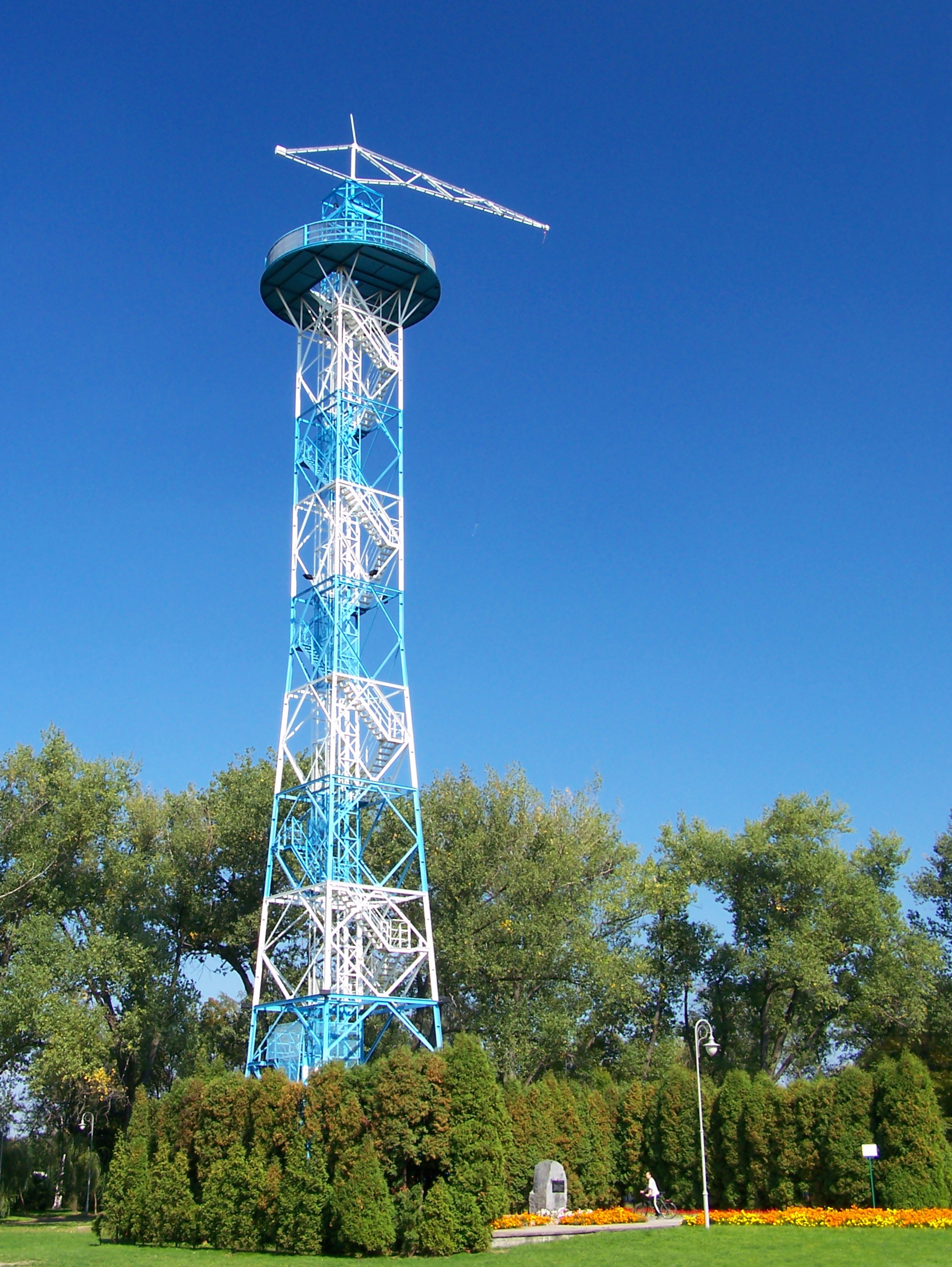
Wiederaufgebaute Kopie des Turms

Der Fallschirmsprungturm Kattowitz ist ein 1937 in Katowice errichteter Fallschirmsprungturm.
Der Stahlfachwerkturm war 62 Meter hoch. Das Original wurde während des Zweiten Weltkrieges zerstört. Nach dem Krieg errichtete man eine 35 Meter hohe Kopie. Heute ist er ein Denkmal für die Verteidiger von Kattowitz gegen die Wehrmacht. Es ist der einzige erhaltene Turm seiner Art in Polen.